# Krystyna Feldman

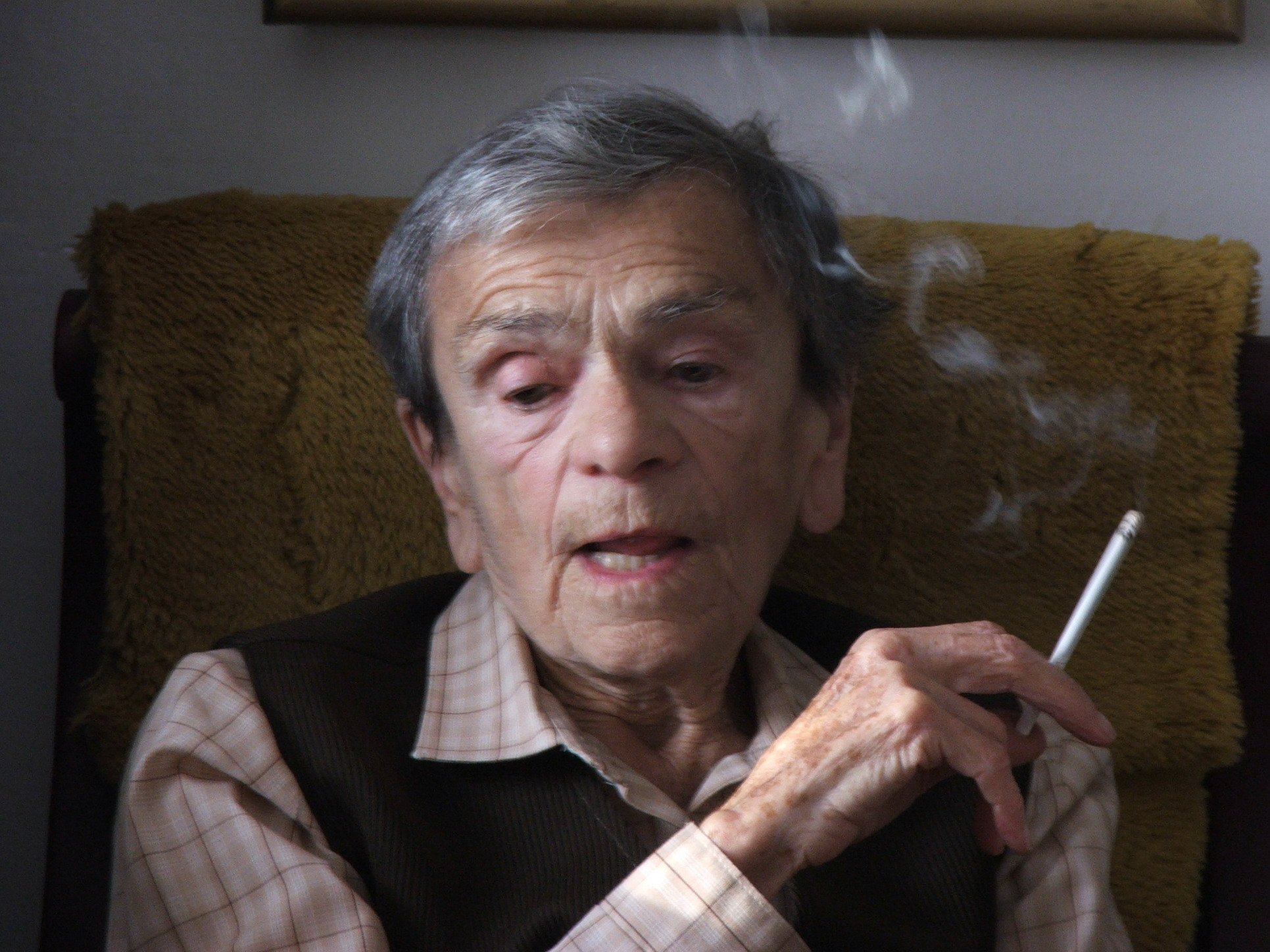
Krystyna Feldman

Krystyna Zofia Feldman (sinh ngày 1 tháng 3 năm 1916 - mất ngày 24 tháng 1 năm 2007) là một diễn viên người Ba Lan.

## Sự nghiệp
Feldman tốt nghiệp Học viện Nhà hát Quốc gia ở Warsaw. Bà tham gia diễn xuất trong các tác phẩm sân khấu tại Lwów, Opole, Katowice, Szczecin, Łódź, Nowa Huta, Kraków. Từ năm 1983, bà biểu diễn tại Nhà hát Mới ở Poznań.
Bộ phim đầu tay của Feldman là Celuloza (1953). Sau đó, bà đóng vai phụ trong nhiều bộ phim khác. Bà thủ vai chính lần đầu tiên ở tuổi 84, với vai nam họa sĩ tật nguyền lớn tuổi Nikifor Krynicki trong bộ phim Mój Nikifor (My Nikifor). Tác phẩm này giúp bà đoạt giải Nữ diễn viên chính xuất sắc nhất năm 2004 tại Liên hoan phim Ba Lan ở Gdynia và nhiều giải thưởng tại các liên hoan khác trên thế giới.